# Бенитагла
Бенитагла (на испански: Benitagla) е населено място и община в Испания. Намира се в провинция Алмерия, в състава на автономната област Андалусия. Общината влиза в състава на района (комарка) Лос Филабрес Табернас. Заема площ от 7 km². Населението му е 84 души (по данни от 2010 г.). Разстоянието до административния център на провинцията е 64 km.